# Vodafone Idea
Vodafone Idea是一家印度電信運營商，總部設在孟買。Vodafone Idea 提供2G，3G，4G，4G+和VoLTE等服務。
Vodafone Idea的服務包括移動支付和物聯網等。截至2020年2月29日，Vodafone Idea的用戶數為3.25億，是印度第三大移動電信網絡和全球第五大移動電信網絡。

## 歷史
Vodafone Idea公司由英國沃達豐集團印度子公司及印度商人Kumar Birla旗下的Idea Cellular公司合併而成立。
Idea Cellular和沃達豐印度公司的合併於2018年7月獲得電信部的批准，合併於2018年8月31日完成。沃達豐集團持有合併後實體的45.2％的股份。